# 陣内村
陣内村（じんないむら）は、熊本県菊池郡にあった村である。
1956年8月1日、大津町および菊池郡平真城村、瀬田村（一部）、護川村（一部）、阿蘇郡錦野村（一部）と新設合併し、新町制による大津町となった。かつての村域は大津町の南小学校校区から岩坂地区を除いた地域となっている。

## 沿革
- 1889年4月1日 - 町村制施行により森村、陣内村、町村、下町村、中島村が合併し陣内村が発足。
- 1956年8月1日 - 大津町・陣内村・平真城村・瀬田村（一部）・護川村（一部）・錦野村（一部）が対等合併し、大津町となる。

## 地理
旧大津町の南に位置していた。村の大半が白川の右岸に位置しており、中島地区のみ左岸に位置する。三代実録に記される貞観11年（869年）の洪水により流水路が変わったという（陣内志談）。東西4㎞、南北2㎞である。

## 歴史
基本的に大津町史に準拠する。
原始
弥生時代の土器が発見されている。また、長さ90㎝ほどの銅鉾が発見されている。大津日吉神社六代坂本土佐守の社記によると、「天保12年の閏年正月、長さ3尺、重さ6斤鋳物と見ゆ下町出分にて竹山開きに掘り出したる由」とあり、相当の豪族がいたと考えられる。この銅鉾は現存しており下町区長宅で保存されている。
中世
合志氏が合志郡を支配するようになると、阿蘇氏への抑えとして玉岡に重臣の稲葉安芸守が玉岡城を築いた。玉岡城には後に帆保氏が入る。
島津氏により主家である合志氏とともに勢力を失ったとされる。
近世
慶長九年検地帳、正保郷帳によると集落は森、陣内、町、中島の4つであったとされる。江戸初期には石高3,012石余、耕地面積は約460町ほどだという。江戸時代の陣内一帯は三家老の1人米田家（長岡堅物）の知行地だった。

## 教育
- 陣内村立陣内小学校（現・大津町立大津南小学校）
- 陣内村立陣内中学校（後に旧・大津町の大津町立大津中学校に統合。菊池郡大津町外2ヶ村中学校組合立大津中学校となる。）

## 交通

### 道路
県道
- 熊本県道202号矢護川大津線
- 熊本県道207号瀬田竜田線
- 熊本県道211号岩坂陣内線

## 出身著名人
- 江藤哲蔵（衆議院議員）
- 坂本哲志（衆議院議員）
- 不知火光右衛門（第11代横綱）